# جيمس أوكيفي
جيمس أوكيفي (بالأيرلندية: James O'Keeffe) (و. 1912 – مايو 1986 م) هو سياسي أيرلندي.

## مناصب
تولى منصب نائب دييل (11 أكتوبر 1961–11 مارس 1965)
- عضو مجلس الشيوخ من أيرلندا (22 مايو 1957–1 سبتمبر 1961)[2]
- عضو مجلس الشيوخ من أيرلندا (14 مايو 1956–28 مارس 1957).[2]